# Statistiche della Coppa del Mondo di rugby 2011

## Statistiche di squadra
| #  | Squadra       | G | V | N | P | P+  | P-  | P±   | MT | TR | CP | DG |
| -- | ------------- | - | - | - | - | --- | --- | ---- | -- | -- | -- | -- |
| V  | Nuova Zelanda | 7 | 7 | 0 | 0 | 301 | 72  | +229 | 40 | 25 | 15 | 2  |
| F  | Francia       | 7 | 4 | 0 | 3 | 159 | 124 | +35  | 16 | 11 | 17 | 2  |
| SF | Australia     | 7 | 5 | 0 | 2 | 211 | 95  | +116 | 28 | 19 | 9  | 2  |
| SF | Galles        | 7 | 4 | 0 | 3 | 228 | 74  | +154 | 29 | 22 | 13 | 0  |
| QF | Sudafrica     | 5 | 4 | 0 | 1 | 175 | 35  | +140 | 21 | 20 | 9  | 1  |
| QF | Inghilterra   | 5 | 4 | 0 | 1 | 149 | 53  | 96   | 20 | 14 | 6  | 1  |
| QF | Irlanda       | 5 | 4 | 0 | 1 | 145 | 56  | 89   | 16 | 13 | 12 | 1  |
| QF | Argentina     | 5 | 3 | 0 | 2 | 100 | 73  | 27   | 11 | 9  | 9  | 0  |
| 3G | Samoa         | 4 | 2 | 0 | 2 | 91  | 49  | 42   | 10 | 7  | 8  | 1  |
| 3G | Scozia        | 4 | 2 | 0 | 2 | 73  | 59  | 14   | 4  | 1  | 13 | 4  |
| 3G | Italia        | 4 | 2 | 0 | 2 | 92  | 95  | −3   | 13 | 6  | 5  | 0  |
| 3G | Tonga         | 4 | 2 | 0 | 2 | 80  | 98  | −18  | 7  | 6  | 11 | 0  |
| 4G | Georgia       | 4 | 1 | 0 | 3 | 48  | 90  | −42  | 3  | 3  | 9  | 0  |
| 4G | Stati Uniti   | 4 | 1 | 0 | 3 | 38  | 122 | −84  | 4  | 3  | 4  | 0  |
| 4G | Canada        | 4 | 1 | 1 | 2 | 82  | 168 | −86  | 9  | 5  | 7  | 2  |
| 4G | Figi          | 4 | 1 | 0 | 3 | 59  | 167 | −108 | 7  | 6  | 4  | 0  |
| 5G | Giappone      | 4 | 0 | 1 | 3 | 69  | 184 | −115 | 8  | 4  | 7  | 0  |
| 5G | Romania       | 4 | 0 | 0 | 4 | 44  | 169 | −125 | 3  | 1  | 9  | 0  |
| 5G | Russia        | 4 | 0 | 0 | 4 | 57  | 196 | −139 | 8  | 4  | 2  | 1  |
| 5G | Namibia       | 4 | 0 | 0 | 4 | 44  | 266 | −222 | 5  | 2  | 2  | 3  |

## Statistiche individuali

### Mete
| Mete | Giocatore           |
| ---- | ------------------- |
| 6    | Vincent Clerc       |
| 6    | Chris Ashton        |
| 5    | Adam Ashley-Cooper  |
| 5    | Keith Earls         |
| 5    | Israel Dagg         |
| 4    | Vereniki Goneva     |
| 4    | Scott Williams      |
| 4    | Mark Cueto          |
| 4    | Zac Guildford       |
| 4    | Richard Kahui       |
| 4    | Jerome Kaino        |
| 4    | Sonny Bill Williams |
| 3    | Jonathan Davies     |
| 3    | George North        |
| 3    | Shane Williams      |
| 3    | Berrick Barnes      |
| 3    | Drew Mitchell       |
| 3    | Ma’a Nonu           |
| 3    | Alesana Tuilagi     |
| 3    | Francois Hougaard   |
| 3    | François Steyn      |

### Punti
| Punti | Giocatore           |
| ----- | ------------------- |
| 62    | Morné Steyn         |
| 52    | James O’Connor      |
| 45    | Kurt Morath         |
| 44    | Ronan O’Gara        |
| 41    | Piri Weepu          |
| 39    | Dimitri Yachvili    |
| 37    | Morgan Parra        |
| 36    | Colin Slade         |
| 34    | James Arlidge       |
| 33    | Rhys Priestland     |
| 30    | Vincent Clerc       |
| 30    | Chris Ashton        |
| 28    | Merab Kvirikashvili |
| 28    | Stephen Jones       |
| 28    | Jonny Wilkinson     |
| 26    | Felipe Contepomi    |
| 26    | Berrick Barnes      |
| 25    | Adam Ashley-Cooper  |
| 25    | Keith Earls         |
| 25    | Israel Dagg         |
| 25    | Tusi Pisi           |

## Affluenza
| Data              | Incontro                        | Impianto                           | Spettatori |
| ----------------- | ------------------------------- | ---------------------------------- | ---------- |
| 23 ottobre 2011   | Francia ‒ Nuova Zelanda 7-8     | Eden Park, Auckland                | 61079      |
| 24 settembre 2011 | Nuova Zelanda ‒ Francia 37-17   | Eden Park, Auckland                | 60856      |
| 25 settembre 2011 | Figi ‒ Samoa 7-27               | Eden Park, Auckland                | 60327      |
| 9 settembre 2011  | Nuova Zelanda ‒ Tonga 41-10     | Eden Park, Auckland                | 60214      |
| 16 ottobre 2011   | Nuova Zelanda ‒ Australia 20-6  | Eden Park, Auckland                | 60087      |
| 17 settembre 2011 | Australia ‒ Irlanda 6-15        | Eden Park, Auckland                | 58678      |
| 15 ottobre 2011   | Francia ‒ Galles 9-8            | Eden Park, Auckland                | 58630      |
| 1º ottobre 2011   | Inghilterra ‒ Scozia 16-12      | Eden Park, Auckland                | 58213      |
| 9 ottobre 2011    | Nuova Zelanda ‒ Argentina 33-10 | Eden Park, Auckland                | 57192      |
| 21 ottobre 2011   | Australia ‒ Galles 21-18        | Eden Park, Auckland                | 53014      |
| 8 ottobre 2011    | Inghilterra ‒ Francia 12-19     | Eden Park, Auckland                | 49105      |
| 2 ottobre 2011    | Nuova Zelanda ‒ Canada 79-15    | Wellington Regional Stadium        | 37665      |
| 8 ottobre 2011    | Irlanda ‒ Galles 10-22          | Wellington Regional Stadium        | 35787      |
| 9 ottobre 2011    | Australia ‒ Sudafrica 11-9      | Wellington Regional Stadium        | 34914      |
| 23 settembre 2011 | Australia ‒ Stati Uniti 67-5    | Wellington Regional Stadium        | 33824      |
| 11 settembre 2011 | Sudafrica ‒ Galles 17-16        | Wellington Regional Stadium        | 33331      |
| 17 settembre 2011 | Figi ‒ Sudafrica 3-49           | Wellington Regional Stadium        | 33262      |
| 1º ottobre 2011   | Francia ‒ Tonga 14-19           | Wellington Regional Stadium        | 32763      |
| 18 settembre 2011 | Samoa ‒ Galles 10-17            | Waikato Stadium, Hamilton          | 30804      |
| 10 settembre 2011 | Argentina ‒ Inghilterra 9-13    | Forsyth Barr Stadium, Dunedin      | 30700      |
| 16 settembre 2011 | Nuova Zelanda ‒ Giappone 83-7   | Waikato Stadium, Hamilton          | 30484      |
| 30 settembre 2011 | Samoa ‒ Sudafrica 5-13          | North Harbour Stadium, North Shore | 29734      |
| 10 settembre 2011 | Francia ‒ Giappone 47-21        | North Harbour Stadium, North Shore | 28569      |
| 2 ottobre 2011    | Figi ‒ Galles 0-66              | Waikato Stadium, Hamilton          | 28476      |
| 2 ottobre 2011    | Irlanda ‒ Italia 36-6           | Forsyth Barr Stadium, Dunedin      | 28027      |
| 25 settembre 2011 | Argentina ‒ Scozia 13-12        | Wellington Regional Stadium        | 26937      |
| 22 settembre 2011 | Namibia ‒ Sudafrica 0-87        | North Harbour Stadium, North Shore | 26839      |
| 11 settembre 2011 | Australia ‒ Italia 32-6         | North Harbour Stadium, North Shore | 25731      |
| 24 settembre 2011 | Inghilterra ‒ Romania 67-3      | Forsyth Barr Stadium, Dunedin      | 25687      |
| 25 settembre 2011 | Irlanda ‒ Russia 62-12          | Rotorua International Stadium      | 25661      |
| 11 settembre 2011 | Irlanda ‒ Stati Uniti 22-10     | Yarrow Stadium, New Plymouth       | 20823      |
| 18 settembre 2011 | Inghilterra ‒ Georgia 41-10     | Forsyth Barr Stadium, Dunedin      | 20117      |
| 21 settembre 2011 | Giappone ‒ Tonga 18-31          | Okara Park, Whangārei              | 17364      |
| 14 settembre 2011 | Canada ‒ Tonga 25-20            | Okara Park, Whangārei              | 17174      |
| 1º ottobre 2011   | Australia ‒ Russia 68-22        | Trafalgar Park, Nelson             | 16307      |
| 27 settembre 2011 | Italia ‒ Stati Uniti 27-10      | Trafalgar Park, Nelson             | 14977      |
| 27 settembre 2011 | Canada ‒ Giappone 23-23         | McLean Park, Napier                | 14335      |
| 18 settembre 2011 | Canada ‒ Francia 19-46          | McLean Park, Napier                | 14230      |
| 15 settembre 2011 | Russia ‒ Stati Uniti 6-13       | Yarrow Stadium, New Plymouth       | 13931      |
| 2 ottobre 2011    | Argentina ‒ Georgia 25-7        | Arena Manawatu, Palmerston North   | 13754      |
| 26 settembre 2011 | Namibia ‒ Galles 7-81           | Yarrow Stadium, New Plymouth       | 13710      |
| 28 settembre 2011 | Georgia ‒ Romania 25-9          | Arena Manawatu, Palmerston North   | 13228      |
| 14 settembre 2011 | Namibia ‒ Samoa 12-49           | Rotorua International Stadium      | 12752      |
| 17 settembre 2011 | Argentina ‒ Romania 43-8        | Rugby Park Stadium, Invercargill   | 12605      |
| 10 settembre 2011 | Romania ‒ Scozia 24-34          | Rugby Park Stadium, Invercargill   | 12592      |
| 20 settembre 2011 | Italia ‒ Russia 53-17           | Trafalgar Park, Nelson             | 12418      |
| 14 settembre 2011 | Georgia ‒ Scozia 6-15           | Rugby Park Stadium, Invercargill   | 10267      |
| 10 settembre 2011 | Figi ‒ Namibia 49-25            | Rotorua International Stadium      | 10100      |